# Alex Duchart
Alex Duchart (Falkirk, Stirlingshire, 8 de marzo de 1933-Inverness, Inverness-Shire, 14 de diciembre de 2022) fue un futbolista escocés.

## Carrera deportiva
Duchart jugó como lateral izquierdo en el Hibernian F.C., Third Lanark, Southend United F.C., East Fife, Dumbarton y Falkirk F.C. antes de transferirse a la Southern League inglesa en ese momento al Yiewsley F.C. Después de haber pasado solo unos meses en Yiewsley, Duchart se transfirió de regreso a Escocia al Brechin City. Desde Brechin, terminó su carrera al mudarse a la Highland Football League con Inverness Caledonian.
Duchart murió el 14 de diciembre de 2022, a la edad de 89 años tras una breve enfermedad.

## Estadísticas

### Clubes
- 1953-1955:  Hibernian (3 partidos, 0 goles)
- 1955-1956:  Third Lanark (19 partidos, 6 goles)
- 1956-1957:  Southend United (8 partidos, 2 goles)
- 1957-1959:  East Fife (59 partidos, 33 goles)
- 1959-1961:  Dumbarton (46 partidos, 21 goles)
- 1961-1963:  Falkirk (44 partidos, 19 goles)
- 1964:  Yiewsley
- 1964-¿?:  Caledonian